# Mutek

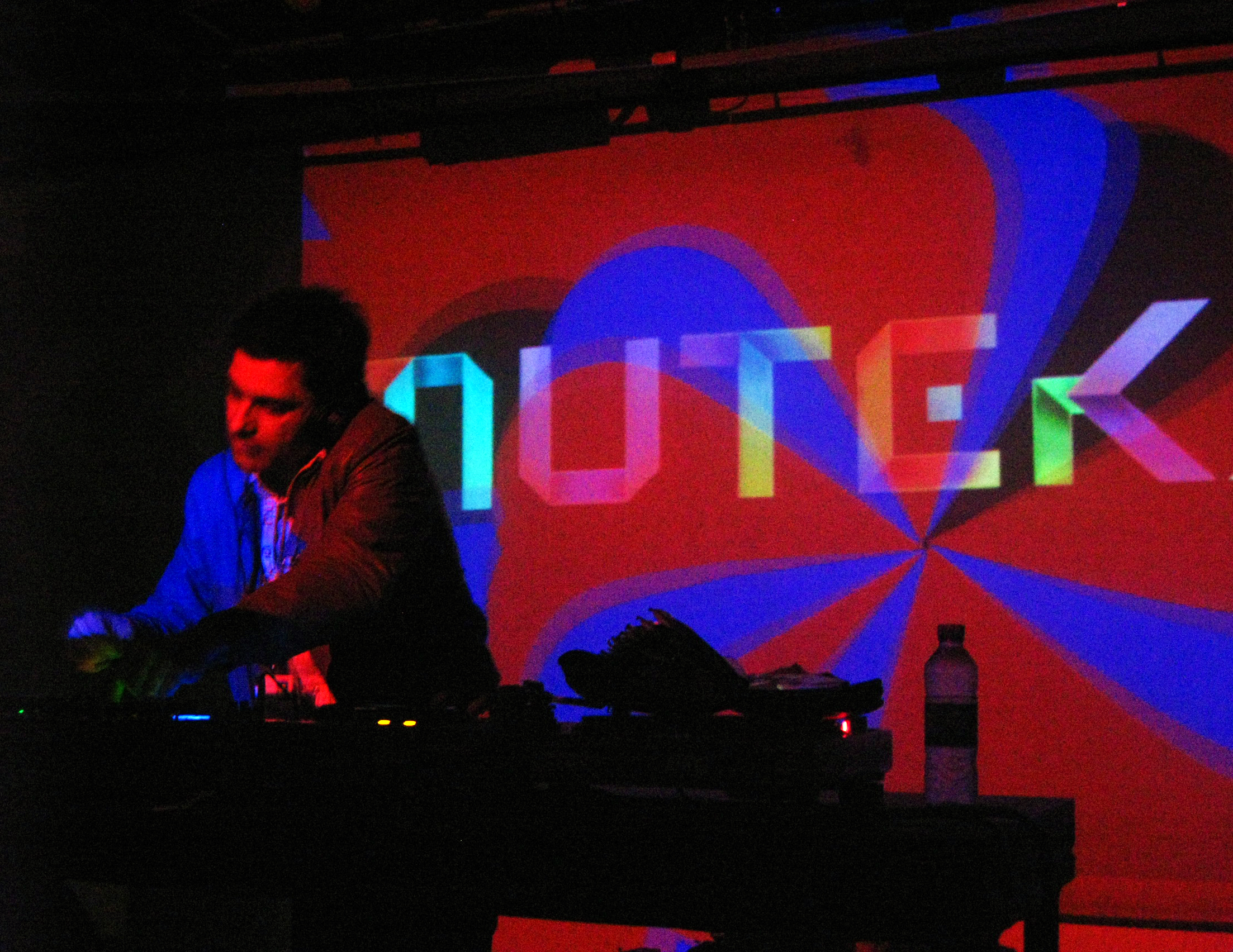
Pilooski en la 10.ª ed. de Montreal

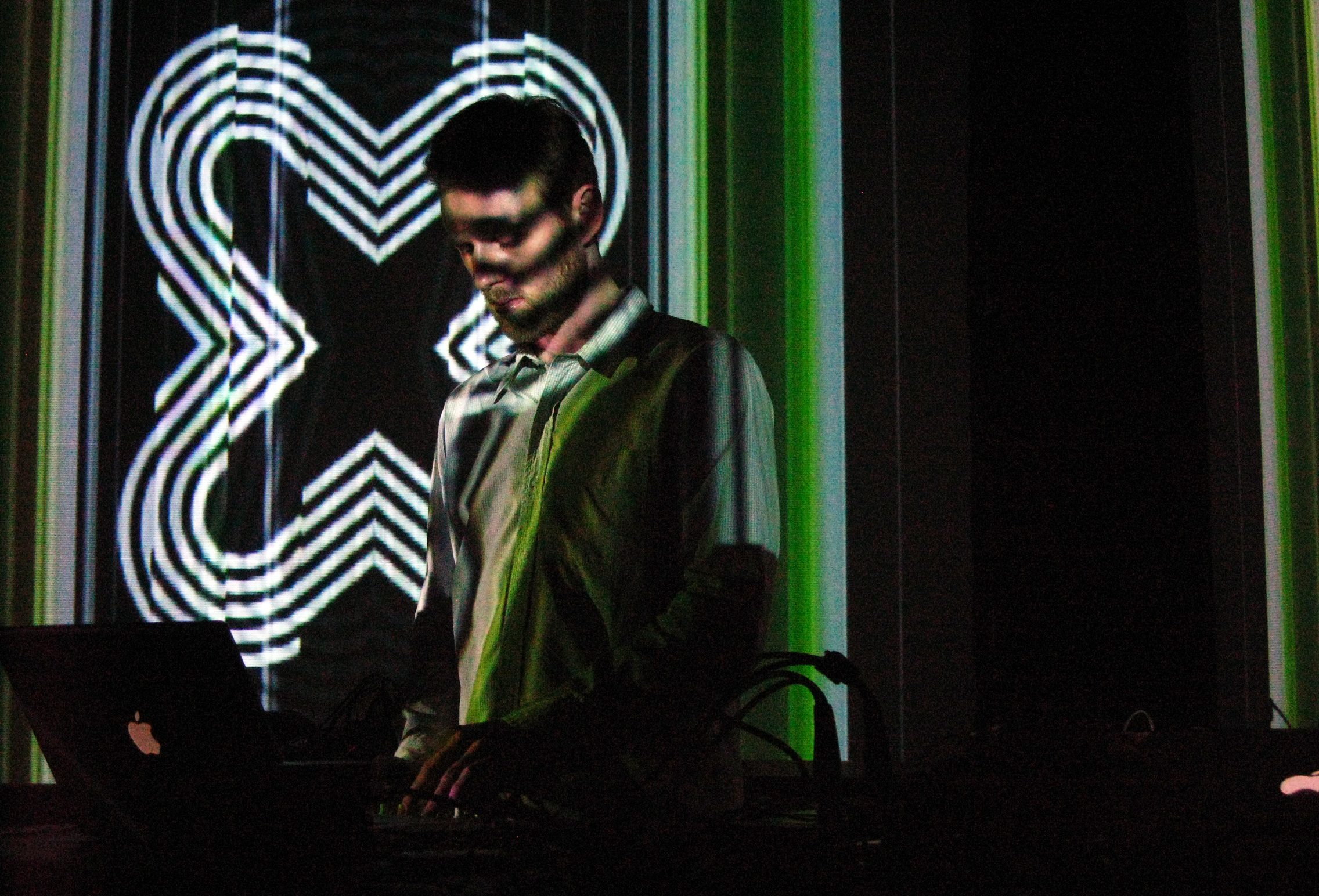
Ernesto Ferreyra pinchando en Mutek

El Mutek (estilizado MUTEK) es un festival de música electrónica y arte audiovisual fundado en el 2000 en Montreal, Canadá. Su objetivo es la difusión de la cultura digital, dando a conocer a artistas que de algún modo han sido innovadores en este campo, combinando visuales con música y programación. El festival se realiza anualmente a finales de agosto, con sede en el famoso Quartier des spectacles ('Barrio de los espectáculos'). MUTEK ha contribuido a promover la escena musical en Montreal y a internacionalizar la imagen cultural de la ciudad.
La organización del festival se define a sí misma como organización sin ánimo de lucro, y ha planteado su modelo como de «festival expansivo», queriendo desde un principio organizarse en varios países. En 2002, MUTEK fue invitado a formar parte del CTM Festival de São Paulo. Al año siguiente, se organizó la primera edición internacional de MUTEK en Valparaíso y Santiago de Chile, la cual ya no tiene continuidad. En 2003 se inició la edición en Ciudad de México. A partir de 2010 se organizaría anualmente la edición de Barcelona. En 2016 se inició en Tokio, y un año después en Buenos Aires. En 2018 dio comienzo MUTEK San Francisco. También se han dado eventos ocasionales en Dubái y Valencia entre otros. 
Actualmente (2021), MUTEK cuenta con una plantilla de alrededor de 150 empleados y 130 voluntarios. También cuenta con un sello discográfico propio, MUTEK_REC, que incluye música electrónica de estilo experimental. Ha recibido dos veces (en 2009 y 2019) el Grand Prix du Conseil des arts de Montréal, otorgado por el ayuntamiento de la ciudad. 

## Historia y modelo

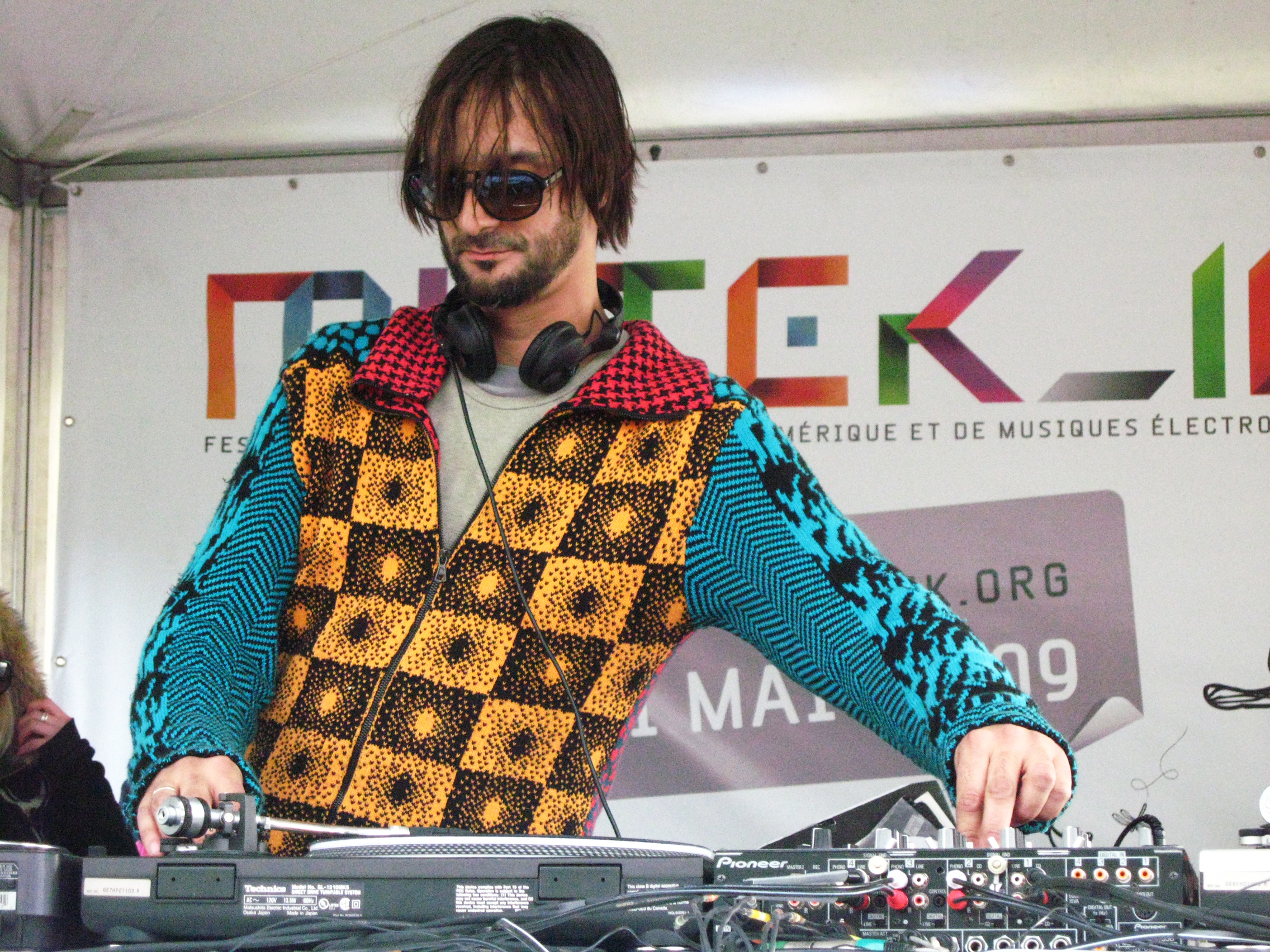
Ricardo Villalobos en Mutek.

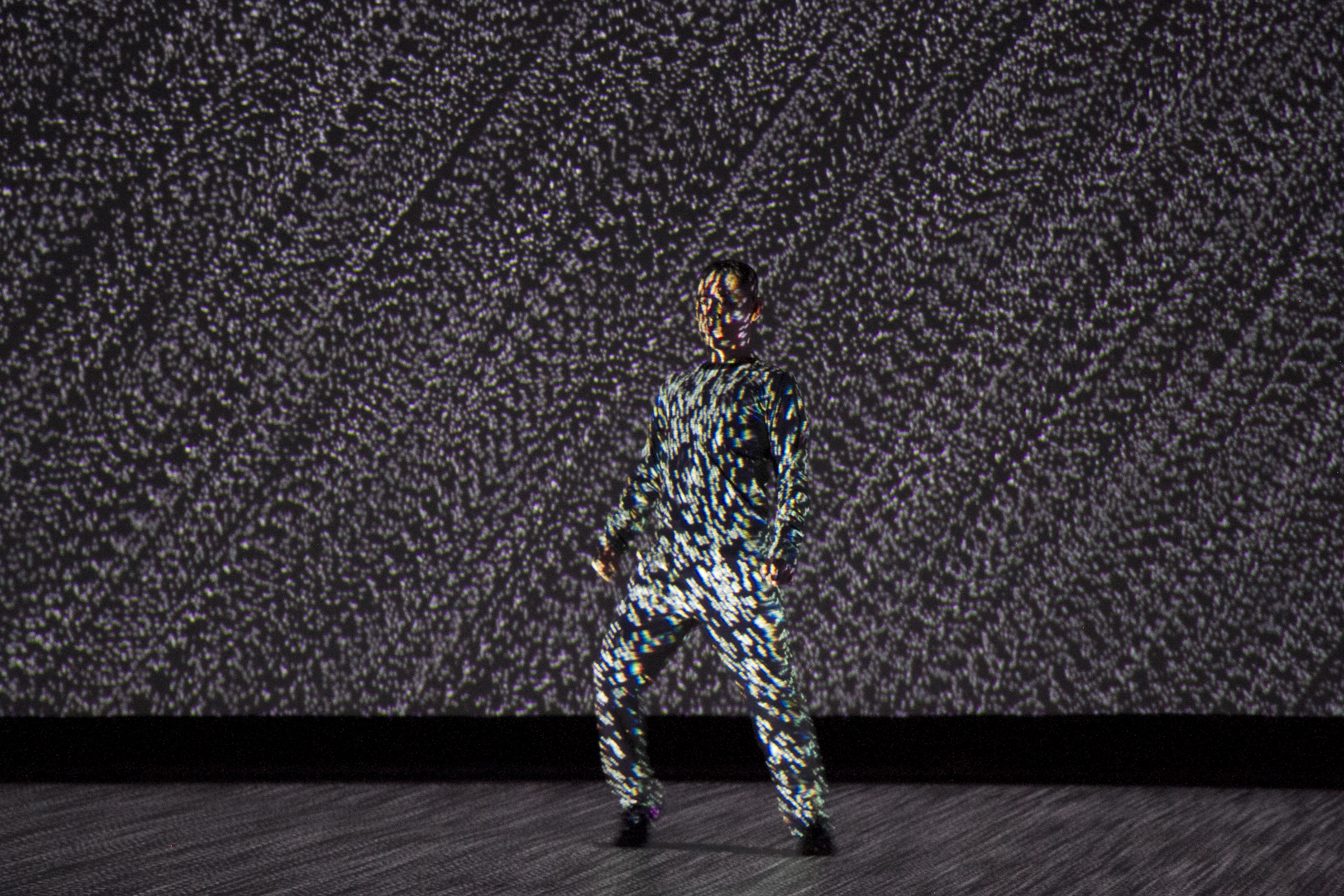
Combinación de danza y visuales en Mutek CDMX

MUTEK fue fundado en el año 2000 por el artista digital quebequés Alain Mongeau, y patrocinado por el empresario Daniel Langlois. La escena rave surgió a principios de los años 90 como un movimiento cultural underground y Mongeau participó de él. Sin embargo, para finales de la década la esencia original de la escena rave ya estaba bastante comercializada y Mongeau sintió que no podía dejarla morir. Fundó y dirigió MUTEK para dar cabida a los artistas de la línea más experimental de la música electrónica. El nombre es una contracción de Mutación y tecnología. Además lo hizo en su ciudad natal porque hasta entonces Montreal no había tenido un movimiento rave-electrónico establecido y con continuidad. Por su labor, Alain Mongeau fue galardonado en 2021 con el Premio a la Gestión Cultural otorgado por HEC Montreal.
Mongeau vio un nicho en el mercado de la música electrónica norteamericana para dar cabida a su proyecto, ya que por un lado existían buenos artistas y por el otro buenas impresiones del público, pero hasta entonces no había ningún festival de música para combinar ambos. La primera edición del año 2000 comenzó como un proyecto dentro de un festival de cine local. Desde entonces, hace especial hincapié en promocionar artistas locales del Quebec, aunque también contratan a DJs de otros países.
En la edición de 2003, tuvo renombre una jam session convocada por Ricardo Villalobos, con varios DJs prominentes del microhouse (entre ellos, Akufen, Daniel Bell, Richie Hawtin, Robert Henke o ZipDJ), que se hicieron llamar Narod Niki en honor a los revolucionarios soviéticos naródniki. Ofrecieron al público un set experimental en el que conjuntamente improvisaban música techno minimal.
El año 2003 se llevó a cabo una versión más pequeña del evento en Valparaíso, Chile, llamada Micro Mutek. Contó con la actuación de Miss Kittin, Ricardo Villalobos, Luciano, y Atom Heart, entre otros. En el año 2004 fue llevada a cabo Mutek Synthetic City, una versión de tres días de duración en el Muelle Barón de Valparaíso y contó con la presentación de Plan V, proyecto electrónico de Gustavo Cerati y Andrés Bucci, Sieg über die Sonne (Martin Schopf y Tobias Freund) con Jorge González (exlíder de Los Prisioneros) como invitado especial. Hubo un concierto en el mar a bordo de botes de pesca, flotilla que zarpó desde el Muelle Prat y se dirigió al astillero Sociber. El concierto estuvo a cargo de Deadbeat / Scott Montieth.  
En 2010, se unió al equipo de MUTEK la música Patti Schmidt, como curadora, programadora y gerente editorial del festival. La edición de 2015 aunó 80 espectáculos de 150 artistas de más de veinte nacionalidades diferentes.
En 2020, debido a la pandemia por coronavirus, el festival se celebró de forma híbrido, en el que escenarios físicos tienen público conectado en línea.

## Ediciones

Visuales en Mutek

| Año  | Ubicaciones | Ubicaciones      | Ubicaciones | Ubicaciones | Ubicaciones | Ubicaciones  | Ubicaciones   |  |
| Año  | Montreal    | Ciudad de México | Chile       | Barcelona   | Tokio       | Buenos Aires | San Francisco |  |
| ---- | ----------- | ---------------- | ----------- | ----------- | ----------- | ------------ | ------------- |  |
| 2000 | 1.ª ed.     |                  |             |             |             |              |               |  |
| 2001 | 2.ª ed.     |                  |             |             |             |              |               |  |
| 2002 | 3.ª ed.     |                  |             |             |             |              |               |  |
| 2003 | 4.ª ed.     | 1.ª ed.          | 1.ª ed.     |             |             |              |               |  |
| 2004 | 5.ª ed.     | 2.ª ed.          | 2.ª ed.     |             |             |              |               |  |
| 2005 | 6.ª ed.     | 3.ª ed.          |             |             |             |              |               |  |
| 2006 | 7.ª ed.     | 4.ª ed.          |             |             |             |              |               |  |
| 2007 | 8.ª ed.     | 5.ª ed.          |             |             |             |              |               |  |
| 2008 | 9.ª ed.     | 6.ª ed.          |             |             |             |              |               |  |
| 2009 | 10.ª ed.    | 7.ª ed.          |             |             |             |              |               |  |
| 2010 | 11.ª ed.    | 8.ª ed.          |             | 1.ª ed.     |             |              |               |  |
| 2011 | 12.ª ed.    | 9.ª ed.          |             | 2.ª ed.     |             |              |               |  |
| 2012 | 13.ª ed.    | 10.ª ed.         |             | 3.ª ed.     |             |              |               |  |
| 2013 | 14.ª ed.    | 11.ª ed.         |             | 4.ª ed.     |             |              |               |  |
| 2014 | 15.ª ed.    | 12.ª ed.         |             | 5.ª ed.     |             |              |               |  |
| 2015 | 16.ª ed.    | 13.ª ed.         |             | 6.ª ed.     |             |              |               |  |
| 2016 | 17.ª ed.    | 14.ª ed.         |             | 7.ª ed.     | 1.ª ed.     |              |               |  |
| 2017 | 18.ª ed.    | 15.ª ed.         |             | 8.ª ed.     | 2.ª ed.     | 1.ª ed.      |               |  |
| 2018 | 19.ª ed.    | 16.ª ed.         |             | 9.ª ed.     | 3.ª ed.     | 2.ª ed.      | 1.ª ed.       |  |
| 2019 | 20.ª ed.    | 17.ª ed.         |             | 10.ª ed.    | 4.ª ed.     | 3.ª ed.      | 2.ª ed.       |  |
| 2020 | 21.ª ed.    |                  |             | 11.ª ed.    | 5.ª ed.     |              |               |  |
| 2021 | 22.ª ed.    |                  |             |             |             |              |               |  |